# Pincourt
Pincourt es una ciudad de la provincia de Quebec en Canadá. Es una de las ciudades que conforman la Comunidad metropolitana de Montreal y se encuentra en el municipio regional de condado de Vaudreuil-Soulanges y a su vez, en la región de Vallée-du-Haut-Saint-Laurent en Montérégie. Hace parte de las circunscripciones electorales de Vaudreuil a nivel provincial y de Vaudreuil-Soulanges a nivel federal.

## Geografía
Pincourt se encuentra ubicada en las coordenadas 45°23′00″N 73°59′00″O / 45.38333, -73.98333. Según Statistique Canada, tiene una superficie total de 7,54 km² y es una de las 1135 municipalidades en las que está dividido administrativamente el territorio de la provincia de Quebec.

## Demografía
Según el censo de Canadá de 2011, había 14 305 personas residiendo en esta ciudad con una densidad de población de 1896,7 hab./km². Los datos del censo mostraron que de las 11 197 personas censadas en 2006, en 2011 hubo un aumento poblacional de 3108 habitantes (27,8%). El número total de inmuebles particulares resultó de 5320 con una densidad de 705,57 inmuebles por km². El número total de viviendas particulares que se encontraban ocupadas por residentes habituales fue de 5242.